# Guilhelma de Rosers
Guilhelma de Rosers (o Guillelma) (fl....1235–1265) fou una trobairitz occitana.

## Vida
No es conserva cap vida de Guilhelma de Rosers ni documents que ens donin informació sobre la seva persona. Hauria estat originària de Rotgiers, segons es dedueix de nom. La cronologia de la seva producció poètica es basa en el fet que la seva única poesia conservada és un partiment amb Lanfranc Cigala, aquest sí de cronologia coneguda.
Se suposa que hauria passat algun temps de la seva vida a Gènova no sols per la seva relació literària amb Lanfranc Cigala, sinó perquè es conserva una poesia anònima (PC 461,204 Quan Proensa ac perduda proeza) que lloa Guilhelma i lamenta la seva llarga estada entre els genovesos.
El partiment, conservat en diversos cançoners, va precedit en el cançoner P d'una razó que en vol explicar les circumstàncies. Lanfranca planteja a Guilhelma una qüestió a l'entorn del comportament correcte en el cas de dos cavallers que anaven a visitar llurs dames en una nit de tempesta; un d'ells torna enrere al seu castell per socórrer uns cavallers que no tenen allotjament en aquella nit i l'altre continua el camí cap al castell de la seva dama. La pregunta és si ha actuat millor el que manté la paraula amb la seva dama o el que socorre els cavallers. Guilhelma opta per defensar el que continua el camí per retrobar la seva dama (qu'eu pres trop mais qui ço que ditz aten / que qui en als son coratge cambia [v. 15-16] mout i fetz gran ultratge […] quar non servic sidonz primeiramen [v. 27-29]; "aprecio més qui manté el que ha dit / que el qui canvia la seva intenció per una altra", "feu un gran ultratge [...], ja que no va servir la seva dama en primer lloc").

## Obra
- (200,1 = 282,14)[2] Na Guillelma, maint cavalier arratge (partiment amb Lanfranc Cigala).